# 第69師団 (日本軍)
第69師団（だいろくじゅうきゅうしだん）は、大日本帝国陸軍の師団の一つ。

## 沿革
太平洋戦争開戦後に中国に在った独立混成旅団を改編し、占領地の警備と治安維持を目的に編成した治安師団の一つ。1942年（昭和17年）2月に独立混成第16旅団を基幹に編成された。独立混成第16旅団は、1940年（昭和15年）に第108師団が復員した時、その人員・装備を引き継いでいるため、補充業務は弘前師管が担当した。
編成後、第1軍に属し、前身であった独立混成第16旅団の任務を引き継ぎ山西省中西部の警備や治安維持に従事した。
師団の編制は、4つの独立歩兵大隊から成る歩兵旅団（甲師団の歩兵旅団は2個連隊構成）を2つ持ち、砲兵力を欠いた丙師団である。後に師団砲兵隊が所属した。
1943年（昭和18年）春に大行、同年秋に大岳の各作戦に参加。1944年（昭和19年）3月、運城地区に移動し、同年6月、霊宝会戦に加わった。1944年（昭和19年）5月から大陸打通作戦の一環である京漢作戦に参加。大陸打通作戦の終了後、上海方面の防備強化のため、1945年（昭和20年）6月、上海近郊の嘉定に移動し防備を固めていたが、その地で終戦を迎えた。

## 師団概要

### 歴代師団長
- 井上貞衛 中将：1942年（昭和17年）4月1日 - 1943年10月1日[1]
- 三浦忠次郎 中将：1943年（昭和18年）10月1日 - 終戦[2]

### 参謀長
- 宮内幸五郎 中佐：1942年（昭和17年）4月15日 - 1943年8月2日[3]
- 山本良一 大佐：1943年（昭和18年）8月2日 - 終戦[4]

### 最終司令部構成
- 参謀長：山本良一大佐
  - 参謀：東富士雄少佐
- 高級副官：三明保真少佐

### 最終所属部隊
- 歩兵第59旅団（弘前）：伊黒清吾少将
  - 独立歩兵第82大隊：神保信彦中佐
  - 独立歩兵第83大隊：佐藤茂之大尉
  - 独立歩兵第84大隊：宮原九郎大尉
  - 独立歩兵第85大隊：西村勘治中佐
- 歩兵第60旅団（秋田）：国司憲太郎少将
  - 独立歩兵第86大隊：加藤鉦雄少佐
  - 独立歩兵第118大隊：赤星正太少佐
  - 独立歩兵第119大隊：進藤栄次郎中佐
  - 独立歩兵第120大隊：岡本一雄大尉
- 第69師団砲兵隊：内富佐市少佐
- 第69師団通信隊：難波一清少佐
- 第69師団工兵隊：田浦清治郎少佐
- 第69師団輜重隊：勝又繁雄中佐
- 第69師団野戦病院：松嶋次郎少佐